# Батноров
Батноров (монг. Батноров) — сомон аймаку Хентій, Монголія. Площа 4,9 тис. км², населення 3,2 тис., здебільшого халха. Центр сомону селище Дунд бурд лежить за 436 км від Улан-Батора, за 105 км від міста Ундерхаан.

## Рельєф
Гориста поверхня. Гори Улзийсайхан, Делгерхаан, Цагаанчулуут, Делгер-Улзийт, Хухчулуут, Іх Мянган Модот та ін., долини Баянзурх, Залатин ам, Хонхорин тал. Територією течуть річки Херлен (Керулен), Урт, Ехет. Наявні хребти Холбоот, Намаржаа, Гагат, Гундалай та ін.

## Клімат
Клімат різко континентальний. Щорічні опади 200—300 мм, середня температура січня −20°-25°С, середня температура липня +16°+20°С.

## Природа
Здебільшого хвойна рослинність. Водяться лисиці, песці, тарбагани та ін.

## Корисні копалини
Сомон багатий на кольорові метали, плавиковий шпат.

## Соціальна сфера
Є школа, лікарня, заклади торгівлі та обслуговування.